# Foveola gástrica
En anatomía microscópica foveolas, fositas gástricas o fosillas gástricas (gastric pits) es el nombre que se le da a cada una de las profundizaciones del epitelio de la mucosa del estómago. 

## Etimología
El término fovea se refiere a una depresión, fosa o pequeño hoyo; mientras que foveolae o fosita es el orificio pequeño o invaginación y el área inmediata adyacente.

## Características

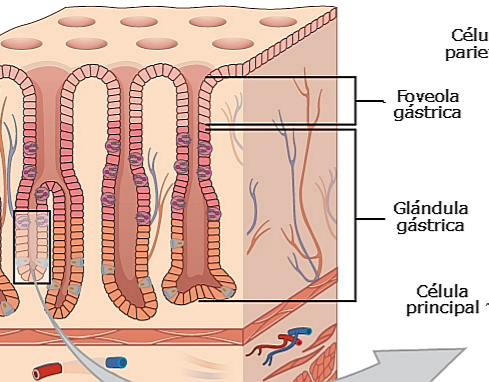
Foveolas (arriba). Reconstrucción 3D de la pared de la mucosa luminal del estómago.

Existen aproximadamente 90-100 orificios (gastric pits) por milímetro cuadrado (mm2) de superficie.
El fondo de la fosita no es cerrado, sino que en él hay 4 o 5 foveolas más pequeñas, pues el epitelio secretor se continúa hacia el conjuntivo (lámina propia) en una glándula, llamada glándula gástrica, un tubo muy alargado de trayectoria no recta y que termina en el espesor de la pared, en una especie de ovillo (denominado acino). 
Estas fositas son diferentes a lo largo del estómago: mientras que en el cardias son más salientes y superficiales, en el píloro son más profundas y largas.